# Badelunda Myrby
Badelunda Myrby är en bebyggelse öster om Västerås i Badelunda socken i Västerås kommun. Från 2020 avgränsar SCB här en småort.